# اندرو لانگ
اندرو لانگ (Andrew Lang)‏ FBA (۳۲ مارس ۱۸۴۴–۲۰ ژوئیه ۱۹۱۲)، شاعر، رمان‌نویس، منتقد ادبی و انسان‌شناس اسکاتلندی بود. او بیشتر به علت جمع‌آوری فولکلور و داستان‌های پریان شناخته شده‌است.

## زندگی‌نامه
اندرو لانگ در ۱۸۴۴ میلادی در سلکیرک اسکاتلند به دنیا آمد. او بزرگترین فرزند از هشت فرزند جان لانگ، منشی شهر سلکیرک و جین پلندرنس سلار دختر پاتریک سلار مشاور املاک اولین دوک اسکاتلند، بود. اندرو لانگ در ۱۷ آوریل ۱۸۷۵ با لئونورا بلانش الین، کوچکترین دختر سی.تی. الین ازدواج نمود. لئونورا به عنوان نویسنده، همکار و مترجم داستان‌های پریان شناخته می‌شود.
اندرو در مدرسه گرامر سلکیرک، مدرسه لورتتو و آکادمی ادینبورگ، همچنین دانشگاه سنت اندروز و کالج بالیول آکسفورد جایی که اولین کلاس را در مکتب‌های کلاسیک نهایی در ۱۸۶۸ گرفت و سپس عضو و درپی آن عضو افتخاری کالج مرتون گشت؛ تحصیل نمود. وی به زودی به عنوان یکی از تواناترین و مستعدترین نویسندگان آن روزگار در زمینه روزنامه‌نگاری، شعر، نقد و تاریخ شناخته شد. او عضوی از انجمن نشان رز سفید که جامعه ایی نئو ژاکوبی بود که بسیاری از نویسندگان و هنرمندان را در بین سال‌های دهه ۱۸۹۰ تا ۱۹۰۰ به خود جذب می‌کرد، شد. در ۱۹۰۶ به عنوان FBA انتخاب شد.
به علت بیماری آنژین صدری در ۲۰ ژولای ۱۹۱۲ در هتل تورناکویل شهر بانچوری فوت کرد و پیکرش توسط همسرش پیدا شد. وی را در محوطه کلیسای جامع سنت اندروز دفن کردند؛ جایی که بنای یادبودش در بخش گوشه جنوب شرقی و در قسمت مربوط به قرن نوزدهم قابل مشاهده است.

## زمینه‌های تحقیقاتی

### فولکلور و انسان‌شناسی
اندرو لانگ امروزه عمدتاً به عنوان انتشار آثاری در زمینه فولکلور، اسطوره‌شناسی و دین شناخته شده‌است. علاقه اش به فولکلور به اوایل زندگی‌اش بازمی‌گردد. او پیش از رفتن به آکسفورد کتاب‌های انسان‌شناس و قوم‌شناس اسکاتلندی، جان فرگوسن مک‌لنان را مطالعه کرد و سپس تحت‌تاثیر ادوارد بارنت تایلور بود.
از اولین آثار وی «سنت و اسطوره»‏ (۱۸۸۴) نام دارد. در «اسطوره، آیین و دین»‏ (۱۸۸۷) او عناصر غیرعقلانی اسطوره‌شناسی را به عنوان بقایایی از فرم‌های اولیه مورد بررسی قرار می‌دهد. کتاب «ساختن دین» ‏وی به شدت تحت‌تاثیر ایدهٔ قرن هجدهمی وحشی نیک بود. در این کتاب او بر این عقیده است که اعتقاد فراوان به ارواح در میان نژادهای به اصطلاح وحشی، معادلی با اعتقاد معاصر در انگلستان به پدیده‌های اسرارآمیز است. «کتاب آبی پریان»‏(۱۸۸۹) ویرایشی بسیار زیبا و مصور از داستان‌های پریان بود که تبدیل به کتابی کلاسیک گشت. این اثر با تعداد زیادی از مجموعه‌های داستان‌های پریان که با نام کتاب‌های پریان اندرو لانگ شناخته شده‌است بااینکه بیشتر کارهای انجام شده برای تولید این آثار توسط همسر اندرو لانگ یعنی لئونورا بلانش الین و تیمی از همکاران خانم انجام شده‌است. در مقدمه کتاب ارغوانی پریان، اندرو لانگ اعلام می‌کند که ترجمه و بازنویسی بسیاری از داستان‌های این مجموعه توسط همسرش انجام شده‌است. لانگ در «خاستگاه اجتماعی»‏(۱۹۰۳) اصول توتمیسم را مورد بررسی قرار می‌دهد.

### تحقیقات فراروانشناسی
لانگ یکی از توسعه‌دهندگان تحقیقات فراروانشناسی بود و دیگر نوشته‌هایش در زمینه انسان‌شناسی شامل کتاب‌های کتاب رؤیاها و اشباح (۱۸۹۷)، جادو و دین (۱۹۰۱)، راز توتم (۱۹۰۵) بوده‌است. او به عنوان رئیس جامعه تحقیقات روان در ۱۹۱۱ خدمت کرد.
لانگ به‌طور گسترده‌ایی اسپیریتوالیسم اروپایی قرن نوزدهم و بیستم را ذکر کرد تا ایده‌های معلم‌اش تایلور را مبنی بر غیرمعقول بودن ارواح و زنده‌انگاری به چالش بکشد. لانگ از کار تیلور و کارهای تحقیقاتی فراروانشناسی خودش برای تلاش در اثبات نقدی انسانشناسانه بر ماده‌باوری استفاده کرد. اندرو لانگ شدیداً با همکار جامعه فولکلور اش ادوارد کلود بر سر فراروان-فولکلور مناظره داشت، شاخه ای که به ارتباط بین فولکلور و تحقیقات فراروانشناسی، کمک کرد.